# Allison J33
El General Electric/Allison J33 fue un desarrollo estadounidense de los primeros Rolls-Royce Derwent de Frank Whittle, agrandados para producir mucha más potencia, desde 18 kN (1837 kgf) a 20 kN (2040 kgf), con una potencia adicional a baja altitud de 24 kN (2450 kgf) con inyección de agua-alcohol.

## Desarrollo
El J33 fue desarrollado originalmente por General Electric como parte de su trabajo con los diseños de Whittle durante la Segunda Guerra Mundial. Su primer motor fue conocido como el I-A, pero después de cambios menores para adaptarlo a la producción de Estados Unidos, entró en producción limitada como el I-16 en 1942; el 16 se refiere a su empuje de 1600 libras-fuerza (7100 N, 725 kgf) de empuje. La producción a gran escala se inició como el J31 cuando las Fuerzas Aéreas del Ejército de los Estados Unidos introdujeron nombres en común para todos sus proyectos.
Junto con el I-16, GE también inició los trabajos para una versión agrandada, conocida como I-40. Como sugiere en nombre, el motor fue diseñado para proveer 4000 libras fuerza (17,8 kN, 1816 kgf) de empuje. El ciclo de desarrollo fue muy veloz: el trabajo de diseño comenzó a mediados de 1943 y el primer prototipo se sometió a pruebas estáticas el 13 de enero de 1944. Stanley Hooker de Rolls-Royce vio el I-40 en 1943 y quedó impresionado por el gran progreso que se había hecho en tan poco tiempo, y regresó a Inglaterra para crear rápidamente un diseño aún más grande, de 22 kN (2270 kgf), el Rolls-Royce Nene. 
Lockheed estaba a mitad del desarrollo del proyecto XP-80 en ese entonces, el cual originalmente planeaba motorizarlo con una versión de producción local del Halford H-1 de alrededor de 13350 N (1362 kgf) de empuje. La producción del H-1 corría con demoras, y debido a que el I-40 mejoró notablemente sus prestaciones, se hicieron planes para colocar este último en los prototipos.
El I-40 se volvió importante para los planes de la USAAF cuando el P-59 motorizado con el I-16 fue descartado en favor del P-80 motorizado con el I-40 como el primer caza a reacción de Estados Unidos. En 1945, la licencia para producir realmente el motor fue entregada a Allison en lugar de a General Electric. Allison, que trabajó en gran parte con las fábricas de propiedad del gobierno en tiempos de guerra, podía producir el motor en cantidad más rápido y más barato. GE se molestó por esto, y se quejó de que en el futuro ya no gire sobre su trabajo para la producción.[cita requerida]
Para cuando se cerró la producción, Allison había construido más de 6.600 J33, y General Electric otros 300 (muchos eran los primeros ejemplares).

## Variantes
- J33-A-21: 20 kN (2043 kgf) de empuje
- J33-A-23: 20,5 kN (2088 kgf) de empuje
- J33-A-35: 24 kN) (2450 kgf) de empuje
- J33-A-33: 26,7 kN (2720 kgf) de empuje con post-quemador
- J33-A-24: 27,1 kN (2770 kgf) de empuje

## Aplicaciones
- Convair XF-92
- F-94A/B Starfire
- MGM-1 Matador
- MGM-13 Mace
- SM-62 Snark
- T-33 Shooting Star

## Especificaciones (J33-A-35)

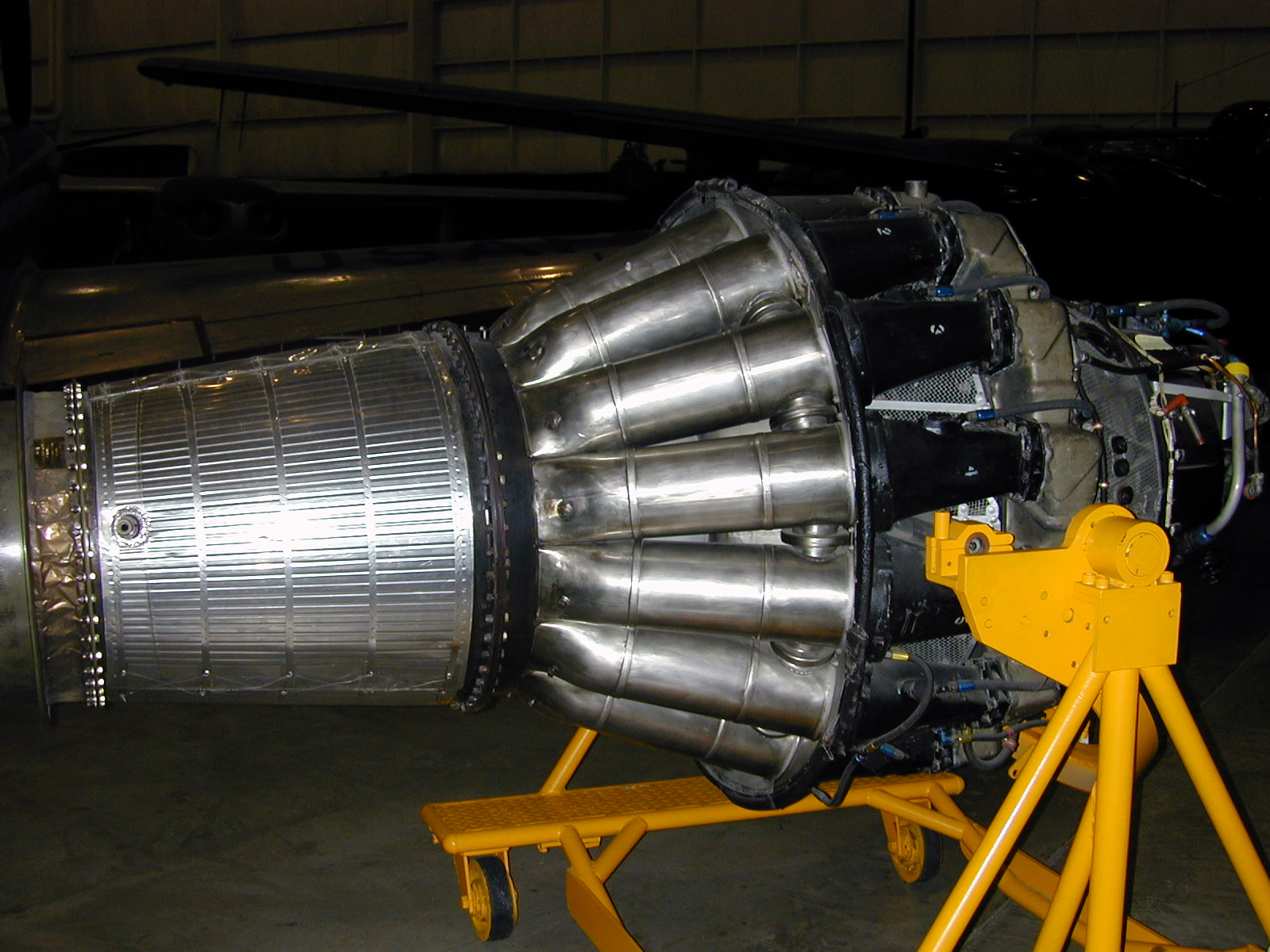
Allison J33-A-35.

- Tipo: turborreactor sin post-quemador
- Peso: 815 kg
- Compresor: centrífugo de una etapa
- Empuje:
  - 20,4 kN a 11.750 rpm
  - 24 kN con inyección de agua-alcohol
- Peso/empuje: 25,1 N/kg)

### Fuente
- Esta obra contiene una traducción  derivada de «Allison J33» de Wikipedia en inglés, publicada por sus editores bajo la Licencia de documentación libre de GNU y la Licencia Creative Commons Atribución-CompartirIgual 4.0 Internacional.

- Datos: Q477394
- Multimedia: Allison J33 / Q477394